# Mario Aerts
Mario Aerts (Herentals, 31 dicembre 1974) è un dirigente sportivo ed ex ciclista su strada belga.
Professionista dal 1996 al 2011, ha vinto la Freccia Vallone 2002. Dal 2012 è direttore sportivo del team Lotto.

## Carriera
Passa professionista nel 1996 nella squadra belga Vlaanderen 2002-Eddy Merckx e lì resta per due stagioni. Nel 1996 alza per la prima volta le braccia al cielo vincendo il Grand Prix d'Isbergues, corsa di un giorno che si svolge nel nord della Francia. Nel 1997 riesce a vincere la sua seconda corsa, la classifica generale del Circuito Franco-Belga, portando a casa anche la maglia di miglior scalatore.
Nel 1998 passa alla Lotto ma non riesce a ottenere successi, poiché gregario dei suoi capitani. La sua terza vittoria arriva nel 2001, quando è ancora nella Lotto: conquista la classifica finale del Giro della Provincia di Lucca. L'anno dopo, sempre alla Lotto, vince la corsa più prestigiosa di tutta la sua carriera, la Freccia Vallone, valida per la coppa del Mondo.
Nel 2003 decide di cambiare squadra e passa al Team Telekom, sodalizio tedesco diretto da Walter Godefroot. Nel 2005 torna alla sua vecchia squadra, la Lotto, diventata Davitamon-Lotto (negli anni seguenti anche Predictor, Silence e Omega Pharma), ma non riesce ad imporsi più in alcuna gara. Abbandona l'attività agonistica al termine del 2011. A partire dalla stagione seguente assume la carica di direttore sportivo per lo stesso team, divenuto Lotto-Belisol.

## Palmarès
- 1996

Grand Prix d'Isbergues
- 1997

Classifica generale Circuito Franco-Belga
- 2001

Classifica generale Giro della Provincia di Lucca
- 2002

Freccia Vallone

### Altri successi
- 1997

Classifica scalatori Circuito Franco-Belga

## Piazzamenti

### Grandi Giri
- Giro d'Italia

2007: 20º
- Tour de France

1999: 21º
2000: 28º
2001: 27º
2002: 50º
2003: 89º
2005: 112º
2006: 106º
2007: 70º
2008: 31º
2010: 33º
- Vuelta a España

2005: 15º
2007: 28º